# Eprosartan
L'Eprosartan è un principio attivo della classe dei sartani utilizzato nel trattamento dell''ipertensione arteriosa.

## Indicazioni
È utilizzato come medicinale in cardiologia contro l'ipertensione.

## Controindicazioni
Da controllare la quantità di potassio, da evitare in gravidanza e durante l'allattamento.

## Dosaggi
- Ipertensione, 600 mg al giorno (dose massima 800 mg al giorno)

## Farmacodinamica
I sartani sono antagonisti dei recettori dell'angiotensina II e impediscono l'interazione tra tale forma di angiotensina e i recettori tissutali denominati AT1 (e anche AT2).
Il blocco dell'AT1 produce effetti simili agli ace-inibitori senza insorgenza della tosse, l'effetto collaterale più diffuso.

## Effetti indesiderati
Alcuni degli effetti indesiderati sono ipotensione, cefalea, iponatremia, vertigini, nausea, vomito, febbre, ipercalcemia, ipoglicemia, iperuricemia, affaticamento, ipotensione, rash, anemia, astenia.